# Delphacissa uncinata
Delphacissa uncinata är en insektsart som först beskrevs av Franz Xaver Fieber 1866.  Delphacissa uncinata ingår i släktet Delphacissa och familjen sporrstritar.
Artens utbredningsområde är Spanien. Inga underarter finns listade i Catalogue of Life.